# سارجنت (نبراسکا)
اسارجنت(به انگلیسی: Sargent) شهری در ایالت نبراسکا کشور ایالات متحده آمریکا است که جمعیت آن در سرشماری سال ۲۰۱۰ میلادی، ۵۲۵ نفر بوده‌است.